# 日見夢大橋
日見夢大橋（ひみゆめおおはし）は、長崎県長崎市に架かる長崎自動車道の橋である。

## 歴史
1982年（昭和57年）11月17日に長崎多良見IC - 大村ICが開通、1990年（平成2年）1月26日には長崎多良見IC - 鳥栖JCT間が結ばれた長崎自動車道は、全線開通を目指し長崎多良見IC - 長崎IC間の建設が進められた。このうち長崎多良見IC - 長崎芒塚IC間の日見夢大橋は2000年（平成12年）12月に着工。2004年（平成16年）3月27日に長崎多良見IC - 長崎IC間が暫定2車線で開通した。本橋の建設時の仮称は「日見橋」であったが、長崎市立日見小学校3年生（当時）の女子児童により「日見夢大橋」と命名された。本橋は2004年度に土木学会田中賞およびプレストレストコンクリート技術協会作品賞を受賞している。
暫定2車線で供用されていた長崎多良見IC以南のうち長崎多良見IC - 長崎芒塚IC間は2012年（平成24年）4月20日に4車線化の事業許可を受け、拡幅工事に着手。日見夢大橋は既存のI期線の東側に隣接し、同一の形状の橋が架設された。2019年（平成31年）3月29日にII期線が開通し、対面通行だったI期線は上り線として使用される（長崎多良見IC - 長崎芒塚IC間の4車線化事業は2019年（令和元年）6月28日に完了）。

## 構造
計画当初から景観性や環境への調和が重視され、「耐久性と軽量化」がキーワードとなっていた。橋梁形式はエクストラドーズド橋とし、橋桁には波形鋼板ウェブが採用された。ウェブとは箱型の橋桁の底部の床板から上部の床板を支える柱の役割を持つ部材である。コンクリートに代えて鋼板を使用することにより橋桁の軽量化を図ることができ、橋脚や基礎など下部構造への負担軽減が可能となる。さらに工期短縮や制作コストの低減など施工の合理化にも寄与する。鋼板の形状を波形とすることによりせん断や座屈に対する耐力が得られる。波形鋼板同士の接合は高力ボルトが使われている。エクストラドーズド橋への波形鋼板ウェブの導入は、本橋が世界初の実績となった。支間長は91.75m、180m、91.75m。桁の高さは4mに収められた。
主塔の斜材接合部は鋼殻構造を採用し、外観は曲面を多用した造形とした。型枠は木製のものが製作されたが、主塔間での転用を考慮し最小限の個数に収められた。ワーゲンと呼ばれる大形の移動式吊型枠装置を使用したディビダーク工法で施工され、役割を終えたワーゲンは斜材のある条件下で解体する前例のない方法が採られた。
I期線に続いて4車線化のため隣接地に架けられたII期線は、I期線とほぼ同一の構造であるが、麓側にあたるため全長373.5mとなり、I期線の365mに比べやや長くなっている。I期線の実績を踏まえ、中空部材を使用したNAPP工法から主塔コンクリートのひび割れ対策を目的としてPC棒鋼への変更、箱桁内の滞水対策などの改良がなされた。また、I期線や国道34号に対する配慮及び、長崎芒塚IC - 長崎IC間の4車線化事業（2016年（平成28年）6月8日事業許可、2022年（令和4年）3月17日完了）も想定して工事が進められた。